# Climă

Hartă simplificată a zonelor climatice de pe Pământ.

Clima reprezintă dinamica tuturor fenomenelor meteorologice din atmosferă dintr-un anumit loc sau regiune de pe glob, într-un interval de timp foarte mare. În funcție de repartiția diferită pe glob a radiației solare, a uscatului și a apei, precum și a mișcărilor maselor de aer, se deosebesc: clima ecuatorială, clima subecuatorială, clima tropicală, clima subtropicală, clima temperată, clima subpolară și clima polară.

## Definiție
Spre deosebire de vreme, care se referă la fenomenele meteorologice dintr-o perioadă de timp mai scurtă (ore sau până la câteva săptămâni), clima se referă la o perioadă de timp mult mai lungă câteva decenii, în mod obișnuit valorile medii pe o perioadă de 30 de ani. Punctul de referință a climei este vremea, măsurătorile făcându-se la stațiile meteorologice, cu sonde meteo, sau cu sateliți meteorologici.
Climatologia este știința care se ocupă cu studiul climei. Aceasta are mai multe ramuri, ca de pildă „Paleoclimatologia”, care se ocupă cu studiul climei din vremuri îndepărtate, căutând să explice pe perioade mari de timp variațiile mari de climă, ca de exemplu perioadele de glaciațiune.
Climatologia folosește datele statistice; de exemplu pentru a explica încălzirea climei prin creșterea conținutului de dioxid de carbon din atmosferă ca rezultat al activității vulcanice sau a activităților antropice.

### Factori climatici
Factorii ce influențează clima sunt:
- radiația solară
- așezarea regiunii:
  - latitudine geografică
  - altitudine
  - raport mare, uscat
  - existența curenților marini
  - existența curenților de aer (vânturi permanente ca vântul Pasat, sau Monzun)

### Clasificarea zonelor climatice
Zonele de climă ale Pământului  se împart în 3 mari categorii, care la rândul lor se împart în subcategorii:
1. Zona caldă
- 1. Climatul ecuatorial
- 2. Climatul subecuatorial
- 3. Climatul tropical-uscat ( deșert)
- 4. Climatul tropical-umed

2. Zona temperată 
- 1. Climatul subtropical ( climă mediteraneană )
- 2. Climatul temperat-maritim
- 3. Climatul temperat-continental
- 4. Climă rece temperată

 3. Zona rece 
- 1. Climatul subarctic (subpolar)
- 2. Climatul polar